# Presidente Intercontinental Santa Fe (México)
El Hotel Presidente Intercontinental Santa Fe es un rascacielos ubicado en Juan Salvador Agraz #97, Colonia Cruz Manca, Santa Fe, alcaldía Cuajimalpa en la Ciudad de México. 

## La forma
- Su altura es de 141 metros con el espiral y hasta la azotea de 139 m y tiene 28 pisos.
- Su uso es mixto.
- El área total del rascacielos es de 45,500 m².
- La altura de piso a techo es de 5 m, siendo estos entrepisos uno de los más altos del mundo.

## Detalles importantes
- Su construcción comenzó en 2002 y finalizó en agosto de 2008.
- Cuenta con 7 niveles subterráneos de estacionamiento.
- Tiene 4 elevadores (ascensores) de alta velocidad que se moverán a 6.3 metros por segundo.
- Los materiales que se usaron en la construcción de este rascacielos es: aluminio, concreto armado y vidrio.
- El edificio hasta el momento ha soportado un sismo de 6.3 en la escala de Richter sucedido el 13 de abril del 2007.
- Para el año 2011, la torre será el cuarto rascacielos más alto de Santa Fe, tan solo después de las Torres City Santa Fe, Torre Arena.
- Los arquitectos de este rascacielos fueron: Idea Asociados de México S.A. de C.V.
- Cuenta con un distribuidor de autos exóticos ;Bentey, Ferrari, Aston Martin, Lamborghini, Mercedes, Porsche, Audi y otros
- Es considerado un edificio inteligente, debido a que el sistema de luz es controlado por un sistema llamado B3, al igual que el de Torre Mayor, Torre Ejecutiva Pemex, World Trade Center México, Torre Altus, Arcos Bosques, Arcos Bosques Corporativo, Torre Latinoamericana, Edificio Reforma 222 Torre 1, Haus Santa Fe, Edificio Reforma Avantel, Residencial del Bosque 1, Residencial del Bosque 2, Torre del Caballito, Torre HSBC, Panorama Santa fe, Reforma 222 Centro Financiero, Santa Fe Pads, St. Regis Hotel & Residences, Torre Lomas.
- Por ser unos de los edificios más importantes de Sta Fe, la cadena hotelera Presidente Intercontinental cuenta con lujosas suites. Además ofrece una variedad de selectos restaurantes y comercios.

## Datos clave
- Altura: 147.15metros.
- Área Total: 45,500 metros cuadrados.
- Pisos: 7 niveles subterráneos de estacionamiento y 39 niveles totales.
- Condición: 'En Uso'.
- Rango: 	
  - En México, 10º lugar, 2011, 29º lugar
  - En Ciudad de México, 10º lugar, 2011, 18º lugar
  - En Santa Fe, 1º lugar, 2011, 4º lugar